# Von-Weiß-Straße 8

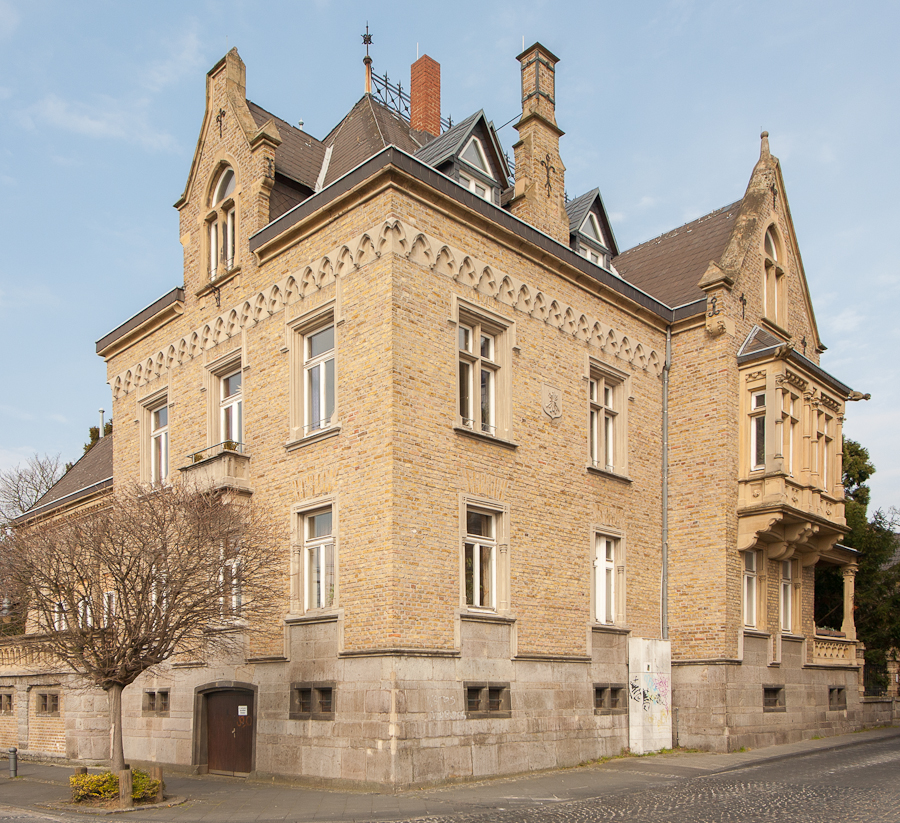
Villa Von-Weiß-Straße 8 (2013)

Das Gebäude Von-Weiß-Straße 8 ist eine Villa in Königswinter, einer Stadt im nordrhein-westfälischen Rhein-Sieg-Kreis, die 1883 errichtet wurde. Sie liegt an der Von-Weiß-Straße Ecke Rheinallee, der Königswinterer Rheinuferpromenade und grenzt mit ihrem Grundstück südlich an die Villa Leonhart an. Die Villa steht als Baudenkmal unter Denkmalschutz.

## Geschichte
In dem Haus befand sich die Zentrale des aus der Königswinterer Steinhauer-Gewerkschaft (gegründet 1817) hervorgegangenen Steinbruch- und Steinhauerei-Betriebs der ortsansässigen Familie Bachem (Bachem & Cie.). Es lag damals an der sogenannten „Hammerich“, einem alten Steinlade- und Hüttenplatz.
Am 13. Februar 1991 wurde vom Grundstück der seinerzeit leerstehenden Villa aus ein Anschlag von einem Kommando der Roten Armee Fraktion (RAF) auf das damalige Gebäude der US-Botschaft verübt, das auf der gegenüberliegenden Rheinseite im Bonner Ortsteil Rüngsdorf in etwa 500 m Entfernung liegt. Ein bei der Tat verwendetes Maschinengewehr wurde dabei auf der zur Rheinallee gelegenen Mauereinfriedung auf Höhe des kapellenartigen Anbaus auf ein Kissen aufgelegt.
Die Eintragung der Villa in die Denkmalliste der Stadt Königswinter erfolgte am 26. Februar 1991.

## Architektur

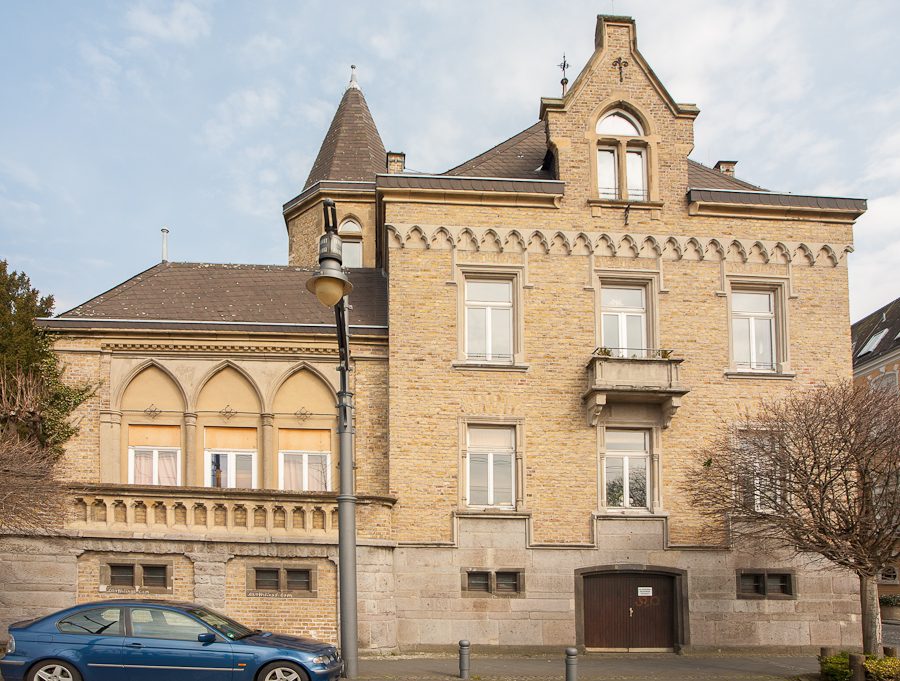
Rheinseite der Villa

Die Villa ist ein zweigeschossiger unverputzter Backsteinbau mit neogotischen Schmuckformen in Sandstein. Zur Von-Weiß-Straße (Südseite) besitzt sie einen risalitartigen Vorsprung mit Erker und Giebel, an den sich gartenseitig eine Loggia anschließt. Die Rheinseite ist mit Balkon und Zwerchhaus ausgestattet und verfügt als seitliche Anbauten über einen kapellenartigen Anbau mit hohen Spitzbogenfenstern und Walmdach sowie einen dahinterliegenden achtseitigen Turm mit Helmdach. Der Eingang liegt an der Gartenseite und zeigt im Türsturz das Baujahr des Gebäudes. An der Südseite befindet sich ein Wappen mit dem Emblem des Landsturms des Siebengebirges. Die Einfriedung des Anwesens bildet ein Mauersockel mit Eisenzaun und Eisengittertor. Die Villa ist weitgehend im originalen Zustand erhalten und zeichnet sich darüber hinaus durch qualitätvolle Detailformen aus.